# Yakima
Yakima er en by i den centrale del af delstaten Washington i det nordvestlige USA. Yakima har 96.968(2020) indbyggere og er hovedsæde for Yakima County.